# Linfonodi parasternali
I linfonodi parasternali (denominati anche linfoghiandole sternali) sono un gruppo di linfonodi toracici localizzati alle estremità anteriori degli spazi intercostali, a ridosso dell'arteria toracica interna. Il loro numero può variare tra 6 e 10.
In essi sboccano afferenze provenienti dalla mammella, dagli strati interni della parete addominale anteriore, al di sopra del livello dell'ombelico; dalla faccia superiore del fegato (per mezzo di linfonodi posizionati poco posteriormente rispetto al processo xifoideo), e da le parti più profonde della parete toracica anteriore. 
I vasi efferenti solitamente convergono, per ogni lato, in un unico tronco linfatico; questo potrà in seguito aprirsi in locazioni diverse: o a livello della giunzione tra vena giugulare interna e vena succlavia, oppure (a destra) può unirsi al tronco linfatico succlavio destro, oppure (a sinistra) può unirsi al dotto toracico. I linfonodi parasternali drenano nei tronchi broncomediastinici, in maniera simile ai linfonodi intercostali superiori. 